# Palaeorhiza tetraxantha
Palaeorhiza tetraxantha är en biart som först beskrevs av Cockerell 1911.  Palaeorhiza tetraxantha ingår i släktet Palaeorhiza och familjen korttungebin. Inga underarter finns listade i Catalogue of Life.